# Wendlandia teysmanniana
Wendlandia teysmanniana är en måreväxtart som beskrevs av Friedrich Anton Wilhelm Miquel. Wendlandia teysmanniana ingår i släktet Wendlandia och familjen måreväxter.
Artens utbredningsområde är Sumatera. Inga underarter finns listade i Catalogue of Life.